# Departamento de Eficiência Governamental
O Departamento de Eficiência Governamental (DOGE) é uma comissão consultiva planejada dos Estados Unidos anunciada por Donald Trump, o atual presidente eleito dos Estados Unidos, em preparação para seu segundo mandato como presidente dos Estados Unidos. A organização foi idealizada e posteriormente liderada por Elon Musk, que foi nomeado pela mesma ordem executiva e recebeu autorização especial do governo. O comando da comissão está atualmente nas mãos de Amy Gleason.
Musk declarou que acredita que tal comissão poderia reduzir o orçamento federal em US$ 2 trilhões; mais tarde, ele reduziu sua estimativa para US$ 1 trilhão e depois para US$ 150 bilhões. Jamie Dimon, CEO do JPMorgan Chase, apoiou a ideia. Alguns comentaristas questionaram se a DOGE é um conflito de interesse para Musk, já que suas empresas são contratadas pelo governo federal. O nome do departamento é um retroacrônimo que faz referência ao meme da internet Doge e à Dogecoin, uma criptomoeda à qual Musk já foi associado.
O DOGE é controverso e gerou protestos e processos judiciais. Ele realizou demissões em massa de funcionários federais, obteve acesso a sistemas de várias agências governamentais, nomeou aliados para cargos importantes, removeu conteúdos considerados "DEI" e cancelou contratos federais. Além disso, dissolveu agências e realocou fundos aprovados pelo Congresso, algo que especialistas consideram inconstitucional. Nem o DOGE nem Trump têm autoridade direta para cortar gastos, apenas podem sugerir reduções ao Congresso, que controla o orçamento. Juristas alertam para uma possível crise constitucional e membros do Partido Democrata classificaram as ações do DOGE como um "golpe". Também há preocupações com conflitos de interesse, pois empresas de Elon Musk receberam bilhões em contratos com o governo, apesar de disputas com reguladores federais. Musk afirma que as ações do DOGE são "totalmente transparentes", mas Trump isentou o órgão de regras de transparência pública. A Casa Branca afirma que o DOGE segue as leis federais e que Musk se afastaria caso houvesse conflito entre suas empresas e o governo.
Após 30 dias, o DOGE declarou ter economizado US$ 55 bilhões em gastos federais, mas análises independentes apontaram que grande parte desses números era falsa ou distorcida. Um terço dos contratos cancelados não gerou economia real, e em um caso, um contrato de US$ 8 milhões foi erroneamente registrado como US$ 8 bilhões. A NPR encontrou discrepâncias significativas nos relatórios do DOGE, incluindo US$ 46,5 bilhões em supostas economias sem justificativa clara. Musk e o DOGE alegaram repetidamente ter descoberto fraudes, mas nenhuma se confirmou após verificação.

## Funções

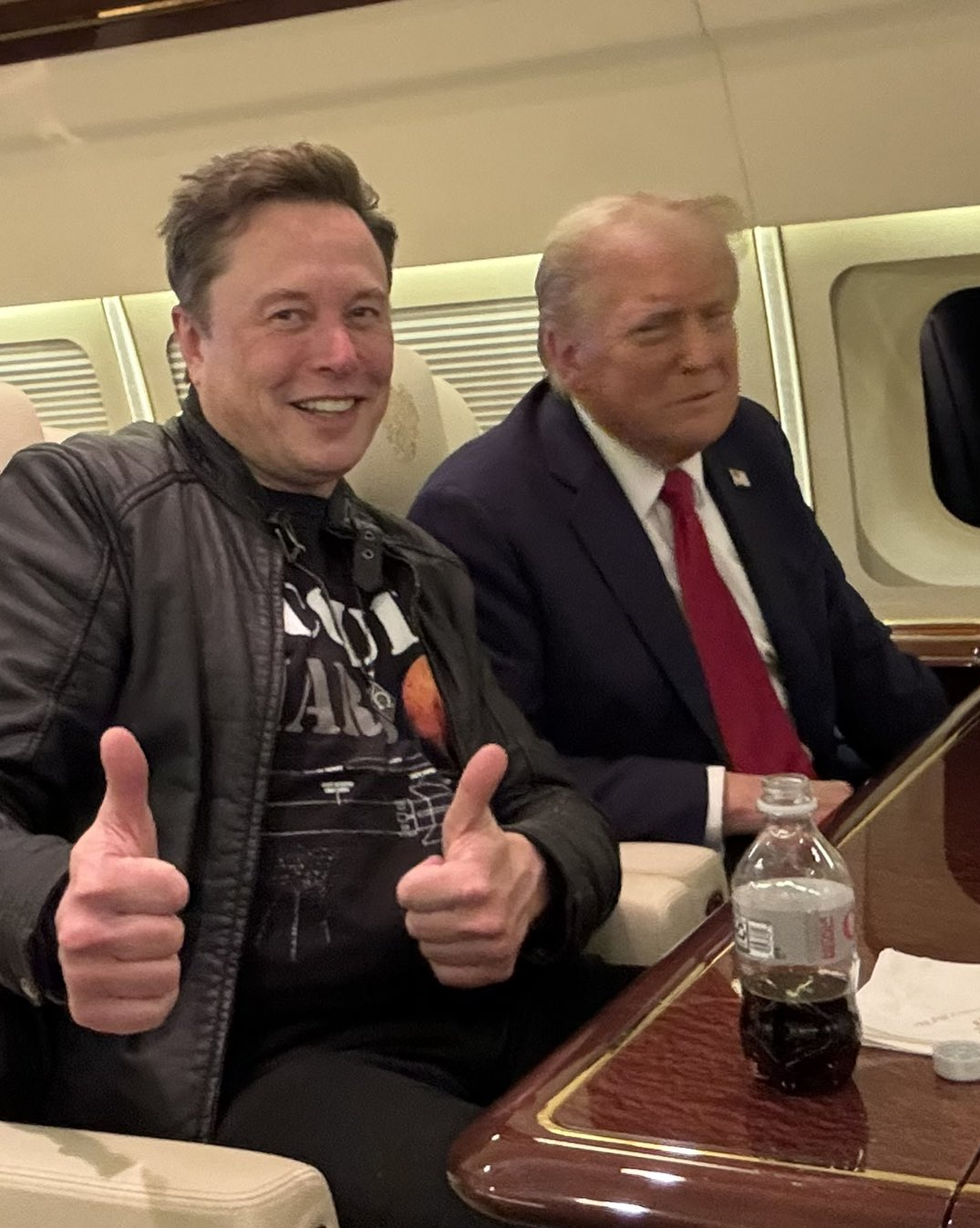
Elon Musk (à esquerda) foi nomeado por Donald Trump (à direita) para chefiar o DOGE.

Em novembro de 2024, Donald Trump selecionou Elon Musk e Vivek Ramaswamy para liderar o departamento como co-comissários. Como se espera que a DOGE seja uma comissão consultiva (e não um departamento oficial do governo dos Estados Unidos), sua liderança não exigiria confirmação do Senado e, em vez disso, serviria à vontade do presidente.
Apesar do nome, é improvável que seja um departamento executivo federal, que é criado por meio de um ato do Congresso, e é mais provável que seja um componente do Gabinete Executivo do Presidente ou uma comissão presidencial trabalhando em estreita colaboração com o Gabinete de Gestão e Orçamento.

## História
Em agosto de 2024, Trump disse em um evento de campanha que, se fosse eleito, estaria aberto a dar a Musk uma função consultiva. Em resposta, Musk escreveu um post no X dizendo "Estou disposto a servir", junto com uma imagem dele criada por IA em frente a um púlpito marcado como "Departamento de Eficiência Governamental".
Em 12 de novembro de 2024, Trump anunciou sua intenção de formar um Departamento de Eficiência Governamental sob a liderança dos empresários bilionários Elon Musk e Vivek Ramaswamy. Trump afirmou que o trabalho da entidade "concluirá" o mais tardar em 4 de julho de 2026, no 250º aniversário da assinatura da Declaração da Independência dos Estados Unidos, e coincidindo com as celebrações do semiquincentenário dos Estados Unidos e uma proposta de "Grande Feira Americana". Trump chamou os resultados propostos do departamento de "o presente perfeito para a América".
Javier Milei, o presidente da Argentina, declarou que antes do anúncio oficial da criação do DOGE, Elon Musk havia ligado para Federico Sturzenegger, Ministro da Desregulamentação e Transformação do Estado da Argentina, para discutir a imitação do modelo de seu ministério nos Estados Unidos. A ideia de um DOGE foi associada às promessas de campanha de Trump de cortar gastos federais e reduzir o tamanho do governo e o tamanho do déficit fiscal federal. Musk sugeriu que o ex-deputado federal e candidato presidencial Ron Paul poderia trabalhar com o departamento.
Musk se referiu ao departamento pela sigla DOGE. Esse retroacrônimo é uma referência ao meme da internet Doge e à Dogecoin, uma criptomoeda que recebeu o nome do meme. Musk já foi associado ao Dogecoin, incluindo ser acusado de envolvimento em um "esquema de insider trading de pump-and-dump" em um processo judicial. Mais tarde, foi rejeitado com preconceito depois que o juiz considerou que a alegação era "impossível de entender". O Dogecoin aumentou de valor após a vitória eleitoral de Trump em 2024, depois subiu novamente após o anúncio da comissão, subindo quase 20% antes de reduzir os ganhos.
Entre supostas fraudes descobertas e cortes de gastos (via demissões em massa de funcionários federais e encerramentos de contratos com o governo), Musk alegou, no final de março de 2025, que o DOGE havia poupado cerca de US$ 130 bilhões em gastos federais, mas nenhuma dessas alegações se sustentou após análises independentes e nenhuma fraude foi comprovada.
Enquanto isso, até 2 de maio de 2025, a força de trabalho civil do governo federal dos Estados Unidos havia sido reduzida em 26 000 vagas desde o início do segundo mandato de Trump, excluindo o Serviço Postal. No total, 260 000 funcionários federais aceitaram o plano de rescisão, se aposentaram antecipadamente ou foram demitidos.
De acordo com os críticos, o DOGE está redefinindo o significado de "fraude" para atingir funcionários federais e programas para obter apoio político; especialistas em orçamento disseram que os cortes do DOGE foram motivados mais por ideologia política do que por austeridade.

## Impacto potencial

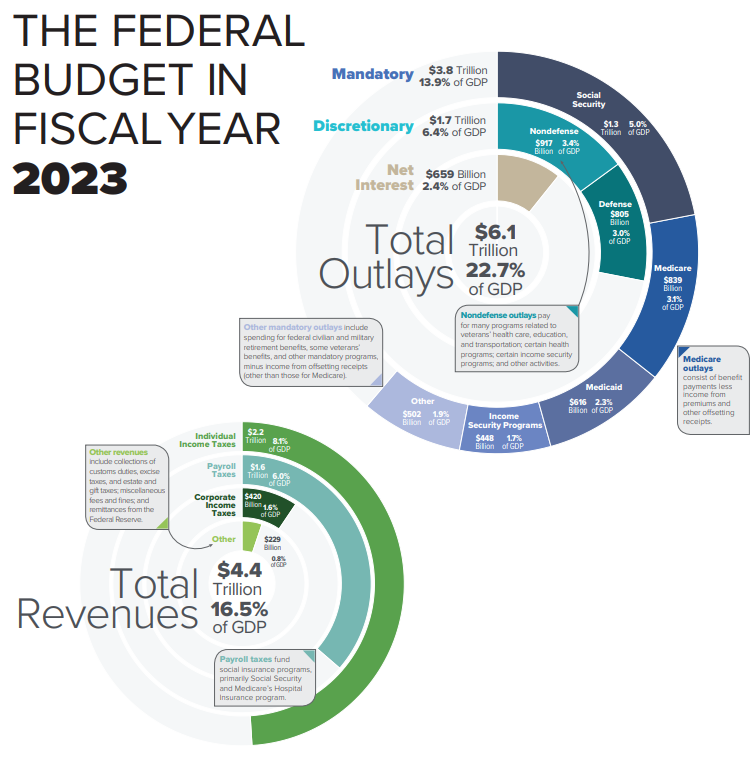
Um infográfico sobre despesas e receitas no orçamento federal de 2023

Jamie Dimon, CEO do JPMorgan Chase, o maior banco americano, apoiou a ideia de criar o departamento para melhorar a competência do governo.
Em 28 de outubro de 2024, em um comício de Trump no Madison Square Garden, Musk declarou sua crença de que o DOGE poderia remover US$ 2 trilhões do orçamento federal. O número mais tarde foi reduzido para menos de um trilhão. Posteriormente, Musk afirmou que o DOGE havia poupado US$ 150 bilhões em gastos federais, mas esse número foi contestado por verificadores independentes.
Especialistas em organização e gestão governamental observaram que o esforço do DOGE "parece ir além das iniciativas de TI e RH para incluir áreas como compras, imóveis e operações substantivas da agência". Alguns especialistas alertam que as ações podem impactar negativamente a economia e os mercados e podem estar "deixando os contribuintes com uma conta enorme e as agências federais em desordem operacional". Análises independentes afirmaram que os trabalhos do DOGE poderia custar ao governo federal mais de US$ 500 bilhões em arrecadação, devido a perda do aparelhamento estatal, ao mesmo tempo que o custo direto ao contribuinte chegaria a US$ 135 bilhões.
O The New York Times questionou se as empresas de Musk serem contratadas pelo governo federal causam um conflito de interesse com seu trabalho proposto no DOGE. Musk descreveu a desregulamentação como o único caminho para o programa de colonização de Marte da SpaceX, e prometeu que "tirará o governo das costas das pessoas e do bolso delas".